# Baye de Montreux
Baye de Montreux är ett vattendrag i Schweiz. Det ligger i den sydvästra delen av landet, 70 km sydväst om huvudstaden Bern.
Trakten runt Baye de Montreux består till största delen av jordbruksmark. Runt Baye de Montreux är det ganska tätbefolkat, med 86 invånare per kvadratkilometer.